# Chaminé Centenária
A Chaminé Centenária ou Chaminé do Engenho de Açúcar é um monumento localizado na cidade de Volta Redonda, no estado do Rio de Janeiro, Brasil.